# Оревичи
Оревичи (бел. Аравічы) — упразднённая деревня в Хойникском районе Гомельской области Беларуси. Входила в состав Стреличевского сельсовета.

## География

### Расположение
В 40 км на юго-запад от районного центра Хойники и железнодорожной станции в этом городе, расположенной на ветке Василевичи — Хойники, отходящей от линии Брест—Гомель, в 143 км от Гомеля.
Находится на территории Полесского радиационно-экологического заповедника.
Рядом с деревней расположены сёла: Красноселье, Града, Дроньки, Погонное, Хвощёвка, Кожушки.

## Транспортная система
Транспортная связь по просёлочной, а затем по автодороге Довляды — Хойники. Жилых домов нет (2004 год). Планировка состоит из дугообразной улицы, с широтной ориентацией, к её центру примыкает короткая прямолинейная улица. Застройка двухсторонняя, дома деревянные, усадебного типа.

## Гидрография
На востоке мелиоративный канал, связанный с рекой Припять (приток Днепра).

## Экология и природа
В связи с радиационным загрязнением после катастрофы на Чернобыльской АЭС жители (222 семьи) переселены в места не загрязнённые радиацией, в основном в деревню Коротковичи Жлобинского района.

## История
Археологами, в 1 км на юго-запад и в 2 км на запад, обнаружены поселения эпохи неолита. Эти находки свидетельствуют о заселении этих мест с древних времён.
Согласно письменным источникам деревня известна с начала XVI века, как селение Аревичи в Киевском воеводстве Великого княжества Литовского. В 1570-80 годах принадлежало Златоверхому Михайловскому монастырю в Киеве. В 1777 году построена деревянная Рождества-Богородитская церковь. После второго раздела Речи Посполитой в 1793 году в составе Российской империи. В 1834 году в Речицком уезде Минской губернии, владение Горвата. В 1885 году действовала церковно-приходская школа. В 1897 году действовали хлебозапасный магазин, корчма. В 1908 году в Дерновицкой волости Речицкого уезда Минской губернии.
С 8 декабря 1926 года (до 1986 года) центр Оревичского сельсовета Хойникского района Речицкого, с 9 июня 1927 года по 26 июля 1930 года Гомельского округов, с 20 февраля 1938 года Полесской, с 8 февраля 1954 года Гомельской областей.
В 1931 году в деревне работали начальная школа, отделение потребительской кооперации ветряная мельница, кузница, шерстечесалка, изба-читальня. Организованы колхозы «Коммунар» и «Победа социализма».
Во время Великой Отечественной войны в апреле-мае 1943 года в деревне и окрестных лесах базировался отдельный Путивльский партизанский отряд и штаб соединения С. А. Ковпака. Около деревни на реке Припять партизаны разгромили немецкую флотилию. 24 мая 1964 года С. А. Ковпак вместе со своими соратниками по партизанскому соединению посетили Аравичи. К этому времени на горке поставлен был памятник с мемориальной доской «С этого места в мае 1943 года артиллеристами соединения генерал-майора дважды Героя Советского союза С. С. Ковпака уничтожено на р. Припять 14 судов немецко-фашистской флотилии». На фронтах и партизанской борьбе погибли 81 житель деревни.
В 1959 году деревня была центром совхоза «Оревичи». Действовали средняя школа, клуб, библиотека, детский сад-ясли, больница, аптека, отделение связи, магазин, столовая.
4 мая 1986 года, в связи с Чернобыльской аварией, была произведена эвакуация всех жителей деревни.

## Население

### Численность
С 1986 года жителей нет.

### Динамика
- 1834 год — 53 двора.
- 1850 год — 66 дворов.
- 1885 год — 334 жителя.
- 1897 год — 87 дворов, 513 жителей (согласно переписи).
- 1908 год — 115 дворов, 774 жителя.
- 1959 год — 923 жителя (согласно переписи).

## Достопримечательность
- Стоянка каменного – бронзового века, селище железного века Аравичи-2 (12 тыс. до н.э. – III в. н.э.) —  Историко-культурная ценность Республики Беларусь, шифр 313В000790
- Памятник землякам. Расположен около административного здания совхоза "Оревичи". В честь памяти односельчан (81 человек), которые погибли на фронтах Великой Отечественной войны. В 1970 году установлен памятник — скульптура изображения воина и партизанки.
- В апреле 1943 года в деревне базировался Путивльский партизанский отряд и штаб объединения С. А. Ковпака. В 1958 году в память о боевых действиях партизан установлен обелиск в центре деревни.
- Могила врача Скирмант и двух её детей. Похоронены врач В. М. Скирмант и двое её детей, которых расстреляли в сентябре 1942 года немецко-фашистские захватчики. В 1970 году на могиле установлен обелиск. Скирмант (Устинова) Вера Васильевна — связная партизанского отряда, врач (1912-1942), Скирмант Анатолий Васильевич — сын (26.02.1938-1942), Скирмант Георгий Васильевич — сын (1936-1942).